# Distretto di Bang Pa-in
Il distretto di Bang Pa-in (in thailandese: บางปะอิน) è un distretto (amphoe) della Thailandia, situato nella provincia di Ayutthaya.